# 東海道貨物線
東海道貨物線（とうかいどうかもつせん）とは、東海道本線のうち、旅客列車と分離された貨物列車専用線路（貨物線）および貨物列車を主体とする本線に付随する支線（貨物支線）の通称である。
広義の東海道貨物線は、東海道本線の貨物線・貨物支線全体を指すが、本項では現存する各貨物線・貨物支線のうち、浜松町駅 - 東京貨物ターミナル駅 - 浜川崎駅間、鶴見駅 - 八丁畷駅間、鶴見駅 - 横浜羽沢駅 - 東戸塚駅間の各支線と複々線区間である東戸塚駅 - 小田原駅間の貨物列車用線路、そして南武線支線の八丁畷駅 - 浜川崎駅間からなる鉄道路線（貨物線・貨物支線）について説明する。

## 概要
東海道貨物線は、東海道本線の貨物線・貨物支線全体の通称であるが、一般的には首都圏地区の浜松町駅 - 小田原駅間（南武線浜川崎駅 - 八丁畷駅間も含む）の現存する一連の貨物線・貨物支線を指すことが多く、鉄道趣味誌などにおいても前述の路線群について論じられている。この他に同じく首都圏周辺に現存する品川駅 - 新鶴見信号場 - 鶴見駅間（以下：品鶴線）および鶴見駅 - 東高島駅 - 桜木町駅間（以下：高島線）の貨物支線を含めることもある。また、前述の区間のうち、浜松町駅 - 東京貨物ターミナル駅 - 浜川崎駅 - 八丁畷駅 - 鶴見駅間には東京貨物ターミナル支線、鶴見駅 - 横浜羽沢駅 - 東戸塚駅間には羽沢線の通称がある。さらに、東京貨物ターミナル支線のうち、（汐留駅）- 浜松町駅 - 東京貨物ターミナル駅間は大汐線（おおしおせん）、川崎貨物駅（旧・塩浜操車場） - 鶴見駅間は鶴塩線（かくえんせん）と呼ばれることもある。
なお、東海道貨物線と称しているが、国鉄分割民営化の際の取り決めで旅客列車（回送列車・事業用列車などを含む）が通過する可能性のある迂回路的な貨物線は旅客会社が所有することになったため、日本貨物鉄道（JR貨物）が第一種鉄道事業者として所有するという点において純粋な東海道貨物線と言える路線は吹田貨物ターミナル駅 - 大阪貨物ターミナル駅間（通称：大阪貨物ターミナル支線）のみである。首都圏地区の貨物線・貨物支線と呼ばれる区間（品鶴線および高島線も含む）はすべて東日本旅客鉄道（JR東日本）が第一種鉄道事業者として所有しており、JR貨物は第二種鉄道事業者として営業を行っている。他の旅客会社（東海旅客鉄道〈JR東海〉および西日本旅客鉄道〈JR西日本〉）が保有する貨物線・貨物支線も同様である。
1998年（平成10年）より浜松町駅 - 東京貨物ターミナル駅間は休止状態となっている。東京貨物ターミナル駅から田町駅付近までは東海道新幹線の大井回送線に併設された複線や橋梁などが維持されているものの、浜松町駅 - 田町駅間では単線が新幹線の脇で放置されており、浜松町駅近辺においては線路や高架橋が撤去された状態である。

## 歴史
本節では、1914年（大正3年）12月20日の東京駅開業に伴う、汐留駅（現・廃止） - 品川駅間の貨物支線開業からの歴史・沿革を記述する。

### 大正期から戦前
1914年（大正3年）12月20日の東京駅開業に伴い、烏森駅を新橋駅に改称、それまでの新橋駅は貨物専用駅の汐留駅に改称され、鉄道創業時（1872年（明治5年）10月14日の新橋駅）からの旧・旅客線は、単線で品川駅までの貨物専用の支線（以下：汐留支線）となった。大正時代中期になると貨物輸送量は空前の増加となり、1912年（明治45年・大正元年）度に約3,300万tであった年間全国貨物輸送量は、1926年（大正15年）度には約7,500万tと2倍以上に増加、特に、明治末期から工業化と商業集積が始まった首都圏の貨物輸送量は爆発的に増加、首都圏貨物輸送体制の改善は鉄道省の大きな課題となり、さらに、1923年（大正12年）9月1日の関東大震災発生の影響で震災復興が加味されたため、大正時代前期に開業した田端操車場や品川操車場の他、昭和前期に東北貨物線などが整備された。東海道貨物線関係においても、品川駅 - 横浜駅間で貨物線を腹付け平行にて客貨分離を計画したが、市街地化した東海道本線の線路端の用地確保が困難となり、なおかつ横浜地区の線路再構成や新鶴見操車場（現・新鶴見信号場）の建設も相まって通過地が大きく異なる別線を建設、1929年（昭和4年）8月21日に品川駅 - 新鶴見操車場 - 鶴見駅間の支線（品鶴線）が開業した。
一方、横浜地区では、まず1915年（大正4年）12月30日に高島駅 - 程ヶ谷駅（現・保土ケ谷駅、現名称は1931年（昭和6年）10月1日から）間が開業、1917年（大正6年）6月17日に鶴見駅 - 高島駅間が開業して、鶴見駅 - 程ヶ谷駅間における東海道本線の貨物列車のパイパスルート（高島線）が完成した。その後、関東大震災を契機に計画された横浜市街地の東海道本線大幅移設の一環として新鶴見操車場の整備や鶴見駅 - 程ヶ谷駅間の貨物線腹付け線増が計画された。この結果、横浜市街地を分断して市内交通を阻害する高島線経由の貨物バイパス路線は不要と判断され、1929年（昭和4年）9月16日に高島駅 - 程ヶ谷駅間が廃止され、わずか12年でバイパス機能を失って鶴見駅 - 高島駅間となった。
それに前後して、程ヶ谷駅以西では、1927年（昭和2年）8月から1928年（昭和3年）3月20日までに腹付け線増の形で貨物線が平塚駅まで段階的に増設されていたが、1929年（昭和4年）8月21日に鶴見駅 - 程ヶ谷駅間も旅客線と並行する形で腹付け線増され、前述の品鶴線と同時に開業、程ヶ谷駅 - 平塚駅間と合わせて鶴見駅 - 平塚駅間は複々線となり、これらの貨物線の開業をもって汐留駅 - 平塚駅間の貨物線完全別線化（客貨分離）が完了した。
また、川崎地区においても貨物線が建設され、1918年（大正7年）5月1日に川崎駅 - 浜川崎駅間の貨物支線および浜川崎駅が開業した。その後、1930年（昭和5年）3月25日に南武鉄道によって尻手駅 - 浜川崎駅間の支線（現・南武線浜川崎支線）が開業、東海道貨物線とは八丁畷駅南方 - 浜川崎駅で単線並列となった。1943年（昭和18年）9月14日には川崎新町駅に隣接して小田操車場が開業した。
汐留駅周辺および東京都芝浦地区では、1930年（昭和5年）8月1日に汐留駅 - 芝浦駅間が開業、1935年（昭和10年）2月11日に汐留駅 - 東京市場駅間（以下：東京市場線）が開業した。
なお、上記の状態は、戦後数十年間しばらく続いた。

### 戦後の線路増設
戦後の高度経済成長期に入ると大都市への人口集中が著しく、特に首都圏においては一層顕著であった。しかも、その人口集中は既成市街地の地価の高騰などにより都市郊外に集中した。また、都心部で人口が減少し都市周辺部および郊外に集中するといういわゆるドーナツ化現象が顕著となり、その結果通勤距離・時間の延長や通勤需要の増大を招いた。これに対して、鉄道輸送力は追随することができず、国電区間（現・電車特定区間）の混雑率が非常に高くなって「酷電」とまで称されるようになった。そこで国鉄では1957年（昭和32年）度からの第1次および1961年（昭和36年）度からの第2次5ヵ年計画に基づいて主として電車の増発および増結によって混雑緩和策を図ってきたが、これを1964年（昭和39年）度をもって打ち切り、1965年（昭和40年）度を初年度とする第3次長期計画を策定、1971年（昭和46年）度までの7年間におよぶ長期計画とし、国鉄ではそれまで幹線輸送力に重点を置いていたが、この第3次長期計画では都市間旅客輸送・長距離貨物輸送と並んで大都市の通勤輸送増強が計画的に遂行されるようになった。このうち、大都市通勤輸送力増強計画の一環として、首都圏近郊路線の東海道・中央・総武・常磐・東北各線の混雑緩和と輸送力の増大を図るプロジェクトが立てられた。このプロジェクトは「通勤五方面作戦」と呼ばれ、このプロジェクトの内、東海道本線においては東京駅 - 小田原駅間で線路の増設を行い、既に客貨分離されていた東京駅（汐留駅） - 平塚駅間の貨物線を小田原駅まで延長するとともに、東京駅 - 大船駅間における在来貨物線を旅客転用して東海道本線と横須賀線との別線化による系統別の路線分離を行うことが計画された
。

#### 貨物線線路増設計画
前述の線路増設計画前の東京駅 - 小田原駅間線路は、東京駅（汐留駅） - 品川駅間が3複線（東海道・横須賀線、京浜東北線、山手線）と汐留支線、品川駅 - 鶴見駅間が複々線（東海道・横須賀線、京浜東北線）と品鶴線、鶴見駅 - 横浜駅間が3複線（東海道・横須賀線、京浜東北線、貨物線）、横浜駅 - 平塚駅間が複々線（旅客線、貨物線）、平塚駅 - 小田原駅間が複線であった。これらの区間の貨物列車は、汐留駅から汐留支線で品川駅に入り、品川駅からは品鶴線経由で新鶴見操車場へ、そこから鶴見駅を経由して、平塚駅までの貨物線を走行、平塚駅以西は旅客線を走行するルートだった。
そこで、東京駅 - 小田原駅間の客貨分離による貨物線線路増設は、以下のように計画された。
1. 品川駅 - 鶴見駅間は、品鶴線を横須賀線に転用、貨物列車は、武蔵野線および東京湾岸貨物線（東京貨物ターミナル支線）[2]を新設してそこに転移する。
2. 新鶴見操車場 - 鶴見駅間は東側に横須賀線用線路を併設線増して、在来貨物線に取り付け、貨物列車は貨物線を走行する。
3. 鶴見駅 - 大船駅間は、鶴見駅 - 東戸塚駅に貨物列車専用の別線（羽沢線）[1]を新設、東戸塚駅 - 大船駅間に貨物専用線を在来線に併設線増し、在来貨物線を横須賀線に転用、保土ケ谷駅の貨物設備は別線上に新設する駅（横浜羽沢駅）に移設する。貨物列車は、鶴見駅から羽沢線と併せ高島線も使用する（後述）[注 22]。
4. 大船駅 - 平塚駅間は、在来線に併設線増して、旅客線を複々線、貨物線を複線として、戸塚駅・大船駅・藤沢駅の貨物扱いを統合して湘南貨物駅（現・廃止）を新設する。
5. 平塚駅 - 小田原駅間は、在来線に併設線増して、旅客線と貨物線を分離して線路別複々線とし、辻堂駅から二宮駅までの貨物扱いを相模貨物駅、国府津駅・鴨宮駅・小田原駅の貨物扱いを西湘貨物駅にそれぞれ統合する。

上記の計画による貨物新線の建設や線路増設は、横須賀線に既存の貨物線を譲り渡す代わりに、汐留駅 - 塩浜操車場 - 鶴見駅 - 小田原駅間の新たな貨物ルートを構成するものであった。
それに先駆け、1964年（昭和39年）3月25日に川崎駅 - 浜川崎駅間の貨物支線を延伸する形で、浜川崎駅 - 塩浜操車場（現・川崎貨物駅）間および塩浜操駅が開業、1969年（昭和44年）4月には、汐留駅 - 梅田駅（現・廃止）間に1日5往復の「フレートライナー」方式による高速コンテナ列車（フレートライナー）の運行が開始された。
1973年（昭和48年）10月1日に、汐留駅 - 東京貨物ターミナル駅 - 塩浜操車場間（東京貨物ターミナル支線）が開業、同時に東京貨物ターミナル駅も開業したが、当駅の開業当時の機能は、フレートライナー専用ターミナルであった。東京貨物ターミナル支線の開業により、汐留駅発着のフレートライナーの一部が東京貨物ターミナル駅発着となり（詳細は後述）、同時に川崎地区にあった、川崎駅 - 浜川崎駅間の支線および小田操車場は廃止された。また、これと同時に正式路線ではなかった尻手連絡線が正式に南武線の支線となった。なお、東京貨物ターミナル支線うち、東京貨物ターミナル駅 - 塩浜操車場間は東京外環状線計画の区間で、建設名は「京葉線」であった。
1976年（昭和51年）3月1日に浜川崎駅 - 鶴見駅間が開業、これにより東京貨物ターミナル支線が全通、東京貨物ターミナル駅発着のフレートライナーは、一部が塩浜操車場→浜川崎駅→鶴見駅経由となったが、鶴見駅 - 東戸塚駅間の新線（羽沢線）がまだ完成していなかったため、鶴見駅 - 大船駅間では、40数年ぶりに東海道本線の貨物バイパス線としての実質機能を回復していた高島線および根岸線経由とした（詳細は後述）。
また、塩浜操車場と東京貨物ターミナル支線開業の間には、大船駅 - 小田原駅間には周辺駅の貨物扱いを統合した貨物専用駅として、1969年（昭和44年）10月1日には戸塚駅・大船駅・藤沢駅の貨物扱いを統合した湘南貨物駅が、1970年（昭和45年）5月20日には国府津駅・鴨宮駅・小田原駅の貨物扱いを統合した西湘貨物駅が、1971年（昭和46年）9月25日には辻堂駅から二宮駅までの貨物扱いを統合した相模貨物駅が、それぞれ開業した。なお、当初計画されていた、大船駅 - 平塚駅間の在来線に併設線増を行って旅客線を複々線、貨物線を複線とする計画は実施されず、この区間は既存の線路（旅客線と貨物線の線路別複々線）をそのまま採用した。

#### 貨物新線建設の反対運動
（本節全体の出典…、なお、本節のみ羽沢線を貨物新線と表記）
鶴見駅 - 東戸塚駅間については、前述のように北方に迂回する貨物新線を建設することになったが、これは横浜駅付近の市街化が進み線増が困難なためであった。この貨物新線は、武蔵野貨物線・新鶴見方面からの線路と塩浜操車場経由東京貨物ターミナル駅方面からの線路とが合流する鶴見駅を起点とし、同駅構内において根岸線方面への高島線と分岐してトンネルに入り東海道旅客線などと交差、一度地上へ出て横浜線大口駅付近で高架で交差、長大トンネルで横浜市港北区や神奈川区の丘陵地帯を抜けると貨物専用の横浜羽沢駅へ至り、同駅から2本のトンネルを経て相鉄本線上星川駅付近で高架で同線と交差した先から、長大トンネルで保土ケ谷区の丘陵地帯を抜け東戸塚駅で旅客線と合流、その先の東戸塚駅 - 大船駅間は旅客線に沿って新たに貨物用の複線を敷設して東海道線列車用・横須賀線電車用と併せて三複線化、戸塚駅を貨物新線の終点とするものであった。しかし、この貨物新線は反対運動により、着工から開通まで実に13年の歳月を要することになった。
1966年（昭和41年）4月に東海道本線東京駅 - 小田原駅間線路増設工事を国鉄理事会で決定、同年5月に工事実施計画の認可が下りたことで、国鉄は用地買収着手のため、貨物新線建設の計画を発表した。ところが、突然発表された建設計画は、恩恵を直接受けない横浜市神奈川区や保土ケ谷区などの貨物新線沿線住民の一斉の反発を招き、各地で貨物線建設反対運動を引き起こした。この反対運動は、国鉄側が地元の意見を聞かずに一方的にルートを決めたことへの反発と、住宅の多い沿線の丘陵地帯を長大トンネルで通したとしても騒音や振動が発生するのではないかという警戒感から発生したもので、住民側では同年9月11日に「篠原菊名地区貨物線反対期成同盟」が、1967年（昭和42年）5月23日に保土ケ谷区上星川地区でも反対同盟が結成され、反対運動が各地に波及、同年6月10日に結成された「横浜新貨物線反対同盟連合協議会」によって各地の反対運動の連携を図ることになった。これら反対運動の影響で、国鉄は用地買収に着手できず、住民説明会や測量も行うことができなかった。しかし、住民側が国鉄との交渉を続けていくうちに、絶対反対から条件闘争へと転換する地区も現れて、1969年（昭和44年）6月に上星川地区が反対同盟連合から脱退、同年横浜市は貨物線建設は通勤輸送緩和のためやむを得ないとして、国鉄に十分な騒音・振動対策を求めたが、それでも納得のいかない一部住民は強硬に反対、測量を始めた工事関係者と衝突、測量を中止に追い込んだ。1970年（昭和45年）3月6日に横浜市会が反対請願を不採用とする決議を採択、これにより住民側の反対運動の体勢は条件闘争へと向かうが、建設反対強硬派の一部住民とは数年間にわたり双方のにらみ合いが続いた。
国鉄は、依然として強硬に反対する一部住民について条件闘争派とは分けて強く対応することにし、1970年2月17日に土地収用法による事業認定を申請、それに対し反対同盟連合は事業認定の前提となる縦覧の阻止闘争などを続けた。しかし、1972年（昭和47年）3月になると建設反対強硬派が集まる鶴見区や神奈川区の一部住民が反対同盟連合から脱退、条件派の貨物線公害対策協議会を結成、事実上反対同盟連合は分裂した。これにより、同年には国鉄と条件付き賛成派が建設に合意、ほぼ全線で着工されたが、横浜線との交差付近の500 mの区間の神奈川区松見町と同神之木町の住民は団結小屋まで作り最後まで強硬に反対していた。これに対し、1974年（昭和49年）7月17日に建設大臣による土地収用法に基づく事業認定の公示があり、絶対反対の地区に対しては土地収用法が適用され、1978年（昭和53年）6月3日には神奈川県収用委員会は収用の裁決を下し強制収用が実施され、同年9月14日に団結小屋は撤去された。
建設工事はこの区間を除き1976年（昭和51年）3月までに終了しており、最後まで残ったこの区間を突貫工事で約半年で完成させ、1979年（昭和54年）10月1日のダイヤ改正から貨物新線の使用を開始した。なお、この貨物新線はトンネルが多く、横浜線などの交差部分などで地上に出ても防音壁で覆われた構造となっているため、開業後はその存在を認識していない住民も多くなった。

### 貨物新線開業から民営化直前まで
1979年（昭和54年）10月1日の羽沢線および横浜羽沢駅開業と同時に、平塚駅 - 小田原駅間は、旅客線と貨物線を分離して線路別複々線となり、中止された大船駅 - 平塚駅間の三複線化を除き計画された線路増設および客貨分離がすべて完成、それに伴い鶴見駅 - 横浜駅 - 戸塚駅間の在来貨物線は使用停止され、東京貨物ターミナル駅は全面使用が開始された。翌1980年（昭和55年）10月1日には東海道本線と横須賀線との別線化による系統別の路線分離（通称：SM分離）が行われるとともに、これまで東海道本線や横須賀線の旅客列車に併結されていた荷物電車（クモニやクモユニなど）は、旅客列車と分離され、発着駅も東京駅から全列車が汐留駅に変更、荷物電車および羽沢線開業以前は品川駅から東海道旅客線経由で運行されていた汐留駅発着などの荷物専用列車（急行荷物列車）は、開業当初横浜地区の荷扱いの集約駅としての機能を意図された横浜羽沢駅を原則として経由するようになった。
前述のように、線路増設や客貨分離が実施され、貨物設備も近代化を図り、列車も高速コンテナ列車のフレートライナーなどを基幹として運行してきた東海道貨物線であるが、1967年（昭和42年）から1970年（昭和45年）をピークに年々減少の一途を辿ってきた貨物輸送量や貨物列車キロなどは、この東海道貨物線でも例外なく押し寄せ、羽沢線開業前の1978年（昭和53年）10月2日ダイヤ改正では、高速道路網の整備、トラック輸送の発達などにより、フレートライナーの減便（全国的には114本から84本と30本の減便）や直行列車の減便（全国的には64本から54本の10本の減便）など、鉄道貨物が大幅に削減された。
1984年（昭和59年）2月1日のダイヤ改正では貨物輸送方式をヤード系集積輸送を廃止して、直行輸送システムへ全面転換を図る抜本的大改正を実行した。それに伴い、東京市場線（汐留駅 - 東京市場駅間）は廃止、ただし、設備は汐留駅構内扱いとして存続し、貨物輸送は1987年（昭和62年）1月31日まで継続された。その他、品鶴線他東海道・武蔵野線などへの一大中継操車場であった新鶴見操車場が、操車場としての機能が廃止され、新鶴見信号場へ改称根岸線磯子駅 - 大船駅間の貨物営業廃止により、根岸駅以西の定期貨物輸送が終了したため、高島線は再び貨物バイパス線としての機能を失うことになった。
高島線には、横浜港を囲うように設けられたいくつもの貨物専用駅があったが、横浜羽沢駅開業と同時に東横浜駅が廃止されたのを皮切りに、民営化までに表高島駅、横浜市場駅、横浜港駅、山下埠頭駅が横浜羽沢駅に集約される形で相次いで廃止となった。
また、1985年（昭和60年）3月1日に汐留駅 - 芝浦駅間の支線が廃止され、同年7月27日には汐留駅を発着するカートレイン（後のカートレイン九州）が汐留駅 - 東小倉駅間で運行を開始した。また、同年12月1日には湘南貨物駅が廃止され、同駅は開業してからわずか16年で廃止された。
さらに、国鉄最後のダイヤ改正となった1986年（昭和61年）11月1日のダイヤ改正では、日本の鉄道創設時の始発駅であり、旧・新橋停車場から約106年間続いた汐留駅が廃止、カートレインは恵比寿駅発着に変更された。荷物列車関連では、これまで東海道本線や横須賀線で運行されていた荷物電車や汐留駅発着などの荷物専用列車（急行荷物列車）の運行が全面的に廃止、横浜羽沢駅は荷扱いの集約駅としての取扱を廃止した。

### 民営化後
1987年（昭和62年）4月1日に国鉄分割民営化により東日本旅客鉄道が承継、日本貨物鉄道が第2種鉄道事業者となった。
1988年（昭和63年）3月13日のダイヤ改正で「湘南ライナー」に小田原発品川行の上り1本を増発。運行経路は藤沢駅 - 大船駅間の渡り線から貨物線 - 羽沢線 - 品鶴線経由となるもので、貨物線大船駅 - 東戸塚駅間と羽沢線全線に定期旅客列車が走行するようになった。同年7月6日から新宿駅 - 小田原駅間に2往復の「湘南新宿ライナー」が運行を開始、鶴見駅以西の運行経路は羽沢線 - 貨物線（茅ケ崎駅 - 平塚駅間の渡り線まで） - 旅客線となる（品鶴線の運行経路や現状などについての詳細は後述）。
1990年（平成2年）3月10日、塩浜操駅が川崎貨物駅に改称され、同年12月23日にはカートレイン九州が浜川崎駅を経由し浜松町駅を発着するようになった。
1993年（平成5年）12月4日に藤沢駅の、翌1994年（平成6年）12月3日に茅ケ崎駅の貨物線ホームが開設され、それぞれのダイヤ改正で貨物線経由の「湘南ライナー」「湘南新宿ライナー」が両駅に停車するようになった。
1996年（平成8年）10月1日に汐留支線品川駅 - 浜松町駅間が廃止され、1998年（平成10年）1月30日には都営地下鉄大江戸線の工事のため浜松町駅 - 東京貨物ターミナル駅間が休止し、カートレインは廃止された。この後、浜松町駅構内の縮小に伴い浜松町 - 東京貨物ターミナル間は2016年（平成28年）9月30日 (-0.6 km)、2022年（令和4年）4月25日 (-0.5 km) と2度にわたり改キロされた。
2016年（平成28年）3月26日、南武線川崎新町 - 浜川崎駅間に小田栄駅が開業した。2019年（令和元年）11月30日には相鉄線直通列車の運行開始に伴って羽沢線鶴見駅 - 横浜羽沢駅間から分岐する形で羽沢横浜国大駅が開業した。

### 年表
- 1914年（大正3年）12月20日：東京駅開業に伴い、汐留駅（新橋駅から改称） - 品川駅間（3.1 M≒4.99 km）が東海道本線の貨物支線（汐留支線）となる。
- 1915年（大正4年）12月30日：高島駅 - 程ヶ谷駅（現・保土ケ谷駅）間開業。
- 1917年（大正6年）6月17日：鶴見駅 - 高島駅間が開業、鶴見駅 - 程ヶ谷駅間における東海道本線の貨物列車のパイパスルート完成。
- 1918年（大正7年）5月1日：貨物支線 川崎 - 浜川崎間（2.7 M≒4.35 km）が開業。浜川崎駅開業。
- 1927年（昭和2年）8月 - 1928年（昭和3年）3月20日：段階的な腹付け線増により、程ヶ谷駅 - 平塚駅間が複々線化。
- 1929年（昭和4年）
  - 8月21日：品鶴線開業に伴い、鶴見駅 - 程ヶ谷駅間複々線化、汐留駅 - 平塚駅間の貨物線完全別線化が完了。
  - 9月16日：高島駅 - 程ヶ谷駅間が廃止、高島線は鶴見駅 - 高島駅間となる。
- 1930年（昭和5年）
  - 3月25日：南武鉄道支線（現在の南武線浜川崎支線）開業。八丁畷駅南方 - 浜川崎駅で単線並列となる。
  - 4月1日：マイル表示からメートル表示に変更（品川 - 汐留間 3.1 M→4.9 km、川崎 - 浜川崎間 2.7 M→4.1 km）
  - 8月1日：汐留駅 - 芝浦駅間開業。
- 1935年（昭和10年）2月11日：汐留駅 - 東京市場駅間（東京市場線）開業。
- 1943年（昭和18年）9月14日 ：川崎新町駅隣接の小田操車場開設。
- 1964年（昭和39年）
  - 3月25日：川崎駅 - 浜川崎駅間の貨物支線を延伸する形で、浜川崎駅 - 塩浜操車場間 (4.9 km) および塩浜操駅開業。
  - 6月21日：浜川崎駅 - 塩浜操車場間が電化（以降の開業区間は電化開業）。
- 1966年（昭和41年）4月：国鉄が横浜駅を迂回する鶴見 - 戸塚間の貨物専用線建設を発表。以後、生活環境の悪化を危惧した沿線住民が強硬な反対運動を展開。
- 1973年（昭和48年）10月1日：汐留駅 - 東京貨物ターミナル駅 - 塩浜操車場間 (16.5 km)および東京貨物ターミナル駅が開業。塩浜操 - 浜川崎間改キロ (-0.1 km)。川崎 - 浜川崎間 (4.1 km) が廃止。
- 1976年（昭和51年）3月1日：浜川崎駅 - 鶴見駅間 (5.3 km) が開業。塩浜操車場 - 浜川崎駅間改キロ (+0.5 km)。南武線浜川崎支線と単線並列だった浜川崎駅 - 川崎新町駅（小田操車場）間を共用複線化。
- 1979年（昭和54年）10月1日：鶴見駅 - 横浜羽沢駅 - 戸塚間駅(20.2 km) が開業。東京貨物ターミナル駅全面使用開始。鶴見駅 - 横浜駅 - 戸塚駅間の貨物線は使用停止。平塚駅 - 小田原駅間複々線化により貨客分離完了。汐留駅 - 浜川崎駅間および浜川崎駅 - 鶴見駅間を区間統合し表示を汐留駅 - 鶴見駅間に変更
- 1980年（昭和55年）10月1日：東海道本線と横須賀線との別線化による系統別の路線分離（通称：SM分離）に伴い、鶴見駅 - 横浜駅 - 戸塚駅間の貨物線は横須賀線に転用。
- 1984年（昭和59年）2月1日：東京市場線汐留駅 - 東京市場駅間廃止。ただし、設備は汐留駅構内扱いとして存続。
- 1985年（昭和60年）
  - 3月1日：汐留駅 - 芝浦駅間廃止。
  - 3月14日：品川駅 - 汐留駅間および汐留駅 - 鶴見駅間を区間統合し表示を品川駅 - 鶴見駅間に変更。
  - 12月1日：湘南貨物駅廃止。
  - 7月27日：汐留駅を発着するカートレインの運行を開始。
- 1986年（昭和61年）11月1日：汐留駅廃止。区間表示を品川駅 - 浜川崎駅 - 鶴見駅間 (25.2 km) に変更（-6.8 km）。カートレインは恵比寿駅発着に変更。
- 1987年（昭和62年）
  - 1月31日：東京市場までの貨物輸送を廃止。
  - 4月1日：国鉄分割民営化により東日本旅客鉄道が承継[注 33]、日本貨物鉄道が第2種鉄道事業者となる[注 34]。東海道本線貨物支線の区間表示を、品川駅 - 浜松町駅 - 浜川崎駅間 (24.3 km)、鶴見駅 - 八丁畷駅間 (2.3 km)、鶴見駅 - 横浜羽沢駅 - 東戸塚駅間 (16.0 km) に変更[注 37]。
- 1988年（昭和63年）
  - 3月13日：ダイヤ改正により「湘南ライナー」（現・特急「湘南」）に小田原発品川行の上り1本を増発、運行経路が貨物線（大船駅 - 東戸塚駅間）- 羽沢線 - 品鶴線経由となる。
  - 7月6日：新宿駅 - 小田原駅間に「湘南新宿ライナー」（のちの「おはようライナー新宿」・「ホームライナー小田原」、現・特急「湘南」）2往復運行開始、鶴見駅以西の運行経路は羽沢線 - 貨物線（茅ケ崎駅 - 平塚駅間の渡り線まで） - 旅客線経由となる。
- 1990年（平成2年）3月10日：塩浜操駅を川崎貨物駅に改称、同年12月23日にカートレイン九州の東京側発着が浜松町駅（東京貨物ターミナル支線経由）に変更。
- 1993年（平成5年）12月4日：藤沢駅に貨物線ホーム開設。ダイヤ改正により貨物線経由の「湘南ライナー」「湘南新宿ライナー」が停車するようになる（ただし改正日は土曜日のため、実際の停車は12月6日月曜日から）。
- 1994年（平成6年）12月3日：茅ケ崎駅に貨物線ホーム開設。ダイヤ改正により貨物線経由の「湘南ライナー」「湘南新宿ライナー」が停車するようになる（ただし改正日は土曜日のため、実際の停車は12月5日月曜日から）。
- 1996年（平成8年）10月1日：品川駅 - 浜松町駅間 (3.7 km) 廃止。
- 1998年（平成10年）1月22日：都営地下鉄大江戸線の工事のため浜松町駅 - 東京貨物ターミナル駅間休止[85]およびカートレインの運行廃止。
- 2016年（平成28年）
  - 3月26日：川崎新町駅 - 浜川崎駅間に小田栄駅開業。
  - 9月30日：浜松町駅 - 東京貨物ターミナル駅間改キロ (-0.6 km)。
- 2019年（令和元年）11月30日：鶴見駅 - 横浜羽沢駅間から分岐する形で羽沢横浜国大駅開業[81][82][83][84]。
- 2022年（令和4年）4月25日：浜松町駅 - 東京貨物ターミナル駅間改キロ (-0.5 km)。
- 2023年（令和5年）5月23日：東海道線（上野東京ライン）の上り旅客列車が大船駅で貨物線に誤って進入。当該列車はその後品鶴線経由で運転され武蔵小杉駅に停車[86]。

## 運行形態
本節では、東海道貨物線における貨物列車と旅客列車の運行形態について、貨物列車は大正時代の汐留支線使用開始から、戦前・戦後を通じての走行ルートを中心に、旅客列車は、1988年より鶴見駅 - 平塚駅間を貨物線経由で運行した「湘南ライナー」（現・特急「湘南」）から始まる通勤ライナーや、それ以前の臨時列車などの運行形態について、それぞれ説明する。

### 貨物列車
東海道本線の貨物列車は明治期の1873年9月から新橋駅 - 横浜駅間で運行され、大正期に新橋駅から汐留駅に改称されてからは、旧・旅客線から品川駅まで汐留支線に転用され、品鶴線開業（同時に新鶴見操車場も開業）により、貨物列車は汐留駅 - 品川駅 - 品鶴線 - 新鶴見操車場 - 鶴見駅というルートが確立した。東海道本線の貨物別線の元祖ともいえる高島線の開業（高島駅 - 程ヶ谷駅間から鶴見駅 - 高島駅間の開業で、鶴見駅 - 程ヶ谷駅間における東海道本線の貨物列車のパイパスルートとなるが、その後高島駅 - 程ヶ谷駅間の廃止により、その機能を一時失う）、程ヶ谷駅 - 平塚駅間の貨物線の完成、さらに、品鶴線の開業によって鶴見駅 - 程ヶ谷駅間の複々線化の完成による、汐留駅 - 平塚駅間の貨物線完全別線化が完了すると、貨物列車は汐留駅 - 汐留支線 - 品川駅 - 品鶴線 - 新鶴見操車場 - 鶴見駅 - 平塚駅までの走行ルートが確立された。その他、川崎駅 - 浜川崎駅間の貨物支線と浜川崎駅および小田操車場が開業、汐留駅 - 芝浦駅間の開業、汐留駅 - 東京市場駅間の開業により、それら各支線にも運行区間が拡大された。
1964年3月に塩浜操車場（塩浜操駅）が開業した。当時の塩浜操車場の輸送ルートは、川崎駅からの支線または新鶴見操車場からの尻手連絡線・南武支線・浜川崎駅を経由するものであった。
1969年4月に汐留駅 - 梅田駅（現・廃止）間でフレートライナーが運行を開始した時点では東京貨物ターミナル支線はまだ開業しておらず、フレートライナーは全て品鶴線経由で運行された。その後、1973年10月に東京貨物ターミナル支線（汐留駅 - 東京貨物ターミナル駅 - 塩浜操車場間）および東京貨物ターミナル駅（開業当時の機能はフレートライナー専用ターミナル）が開業、一部のフレートライナーが東京貨物ターミナル駅発着となったが、東京貨物ターミナル支線は鶴見方が未開通であったため、同駅発着のフレートライナーは汐留駅・品鶴線経由で運転された。汐留駅発着のフレートライナーの経路には変更はなかったが、その他の汐留駅発着貨物列車については新鶴見操車場との間で一部が品鶴線経由から東京貨物ターミナル支線・南武線支線・尻手連絡線を経由する経路に移行した。さらに、東京貨物ターミナル支線 - 汐留駅 - 品鶴線 - 鶴見駅以西というルートの列車も存在した。
戦前の段階で鶴見駅 - 高島駅間に短縮され盲腸線化していた高島線であったが、1964年5月19日の根岸線桜木町駅 - 磯子駅間の開通に伴い、同年6月1日に高島駅から桜木町駅まで単線で延伸した。その後、1973年4月9日に根岸線が全通し大船駅東京方に設置された根岸線と東海道貨物線との連絡線が開通、同年10月1日に磯子駅 - 大船駅間での貨物営業を開始して高島線 - 根岸線経由の貨物列車の運行が開始されたことにより、44年ぶりに高島線が東海道本線の貨物バイパス線としての実質機能を回復した。
1976年3月には、浜川崎駅 - 鶴見駅間が開業して東京貨物ターミナル支線が全通、東京貨物ターミナル駅発着のフレートライナーは一部が塩浜操車場 - 浜川崎駅 - 鶴見駅経由となったが、鶴見駅 - 東戸塚駅間の新線（羽沢線）がまだ完成していなかったため、鶴見駅 - 大船駅間では前述のようにバイパス経路として確立された高島線・根岸線経由で運行された。
1979年10月の羽沢線および横浜羽沢駅開業と同時に、平塚駅 - 小田原駅間は旅客線と貨物線を分離して線路別複々線となり、貨物列車の主な走行ルートは汐留駅 - 東京貨物ターミナル駅 - 塩浜操車場 - 鶴見駅となり、鶴見駅以西では原則として羽沢線を経由、それ以西は東戸塚駅 - 小田原駅間の貨物線を走行するようになった。
1984年2月1日のダイヤ改正後、新鶴見操車場の新鶴見信号場への改称、根岸線磯子駅 - 大船駅間の貨物営業廃止（これに伴い、高島線は再び貨物バイパス線としての機能を失うことになった）、1986年11月1日ダイヤ改正後の汐留駅の廃止以降は、貨物列車は原則東京貨物ターミナル駅を始終着駅として運行、鶴見駅以西へ向かう場合は羽沢線経由（一部は旅客線横浜駅経由）となった。なお、羽沢線や貨物線（東戸塚駅 - 小田原駅間）の保線作業などで貨物線が計画運休する場合は、貨物列車が旅客線（横浜駅経由になる場合と、貨物線との渡り線がある大船駅などからの場合がある）を走行することがある。また、品鶴線開業以降東京を縦貫する貨物列車は品鶴線 - 山手貨物線 - 東北貨物線を経由していたが、1976年3月（東京貨物ターミナル支線全通と同時）に武蔵野線鶴見駅 - 府中本町駅間（通称：武蔵野南線）が開業してからは、一部を除き鶴見駅 - 新鶴見信号場 - 武蔵野線経由で運転されるようになった。

### 旅客列車

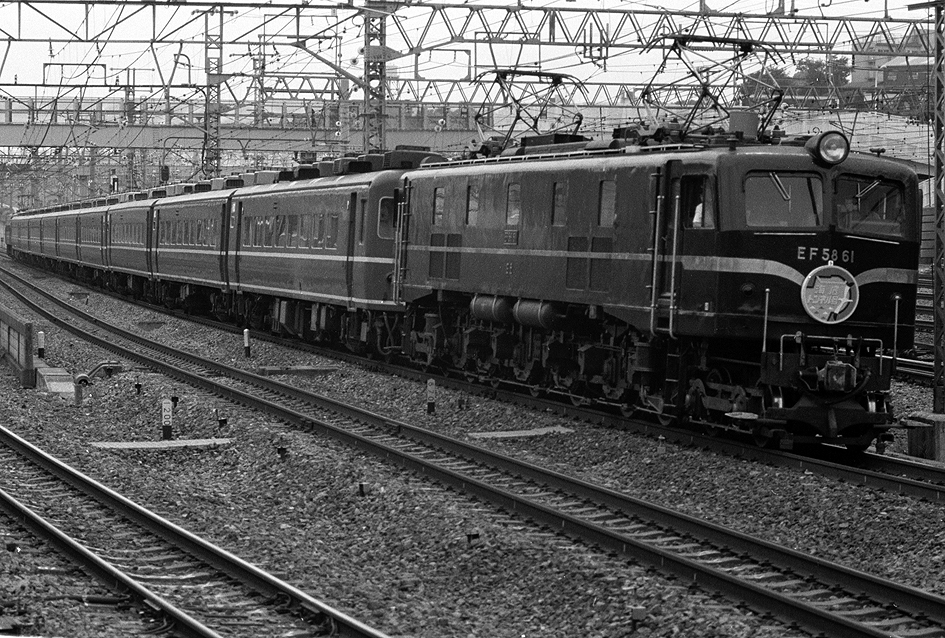
東海道貨物線を行くEF58 61牽引「海底トンネル号」（1984年8月22日 京浜急行電鉄花月園前駅から撮影）

旅客列車が東海道貨物線（南武線浜川崎支線の定期旅客列車が運行している八丁畷駅 - 浜川崎駅間を除く本項の区間）を走行した事例としては、国鉄時代に新宿駅発着の湘南伊豆方面行の週末行楽臨時列車が品鶴線（旅客線化前） - 貨物線（鶴見駅 - 横浜駅 - 平塚駅）経由で運行されたことがある。また、汐留駅が廃止されて以降は、浜松町駅から東京貨物ターミナル支線経由でカートレインが運行されていた時期もあった。さらに、団体旅客列車が品鶴線旅客線化前からJR化後の現在に至るまで東海道貨物線全線および高島線で運行されたこともあるが、いずれもこれらの列車は団体・臨時列車で定期列車ではなかった。
定期旅客列車の運行は、1988年3月13日のダイヤ改正で「湘南ライナー」（現・特急「湘南」）の上り1本が貨物線（大船駅 - 東戸塚駅間）- 羽沢線経由で運行開始したことが初めてである。その後同年7月6日から新宿駅 - 小田原駅間で2往復が運行を開始した「湘南新宿ライナー」（のちの「おはようライナー新宿」・「ホームライナー小田原」、現・特急「湘南」）もまた、羽沢線 - 貨物線（茅ケ崎駅 - 平塚駅間の渡り線まで）- 旅客線経由となった。なお、「湘南新宿ライナー」は1980年10月1日に横須賀線に転用されて旅客化を果たした品鶴線をも経由するが、鶴見駅側において横須賀線やのちの湘南新宿ラインとは異なる貨物列車用線路（品鶴貨物線）を経由する。
現状の東海道貨物線の定期旅客列車の走行区間は、羽沢線・貨物線全線であり、その内訳は相鉄線直通列車が（品鶴線を含めると）旧・蛇窪信号場 - 品鶴貨物線 - 鶴見駅 - 羽沢横浜国大駅（横浜羽沢駅）間、特急「湘南」の一部が品鶴線 - 羽沢線 - 貨物線（下りは茅ケ崎駅 - 平塚駅間の渡り線以東、上りは貨物線全線もしくは茅ケ崎駅 - 平塚駅間の渡り線以東）経由で運行されている。また、寝台特急「サンライズ瀬戸・出雲」上りは小田原駅 - 茅ケ崎駅間（正確には辻堂駅 - 茅ケ崎駅間の渡り線まで）で貨物線を走行するほか、大幅遅延した場合には横浜駅の代わりに小田原駅に臨時停車し、品川止まりに変更の上終点まで貨物線 - 羽沢線 - 品鶴線経由で運行される。なお、貨物線は並行する旅客線との渡り線が大船駅 - 藤沢駅間、辻堂駅 - 茅ケ崎駅間（前述の寝台特急「サンライズ瀬戸・出雲」が使用）、茅ケ崎駅 - 平塚駅間（前述の特急「湘南」が使用）、小田原駅構内に存在しており、旅客線で工事や事故があった場合には迂回ルートとして使用されることもあり、かつては寝台特急「あさかぜ」、「富士」、「はやぶさ」、「さくら」、寝台急行「銀河」の上り列車が大幅遅延した際にも、同経由に変更して品川止まりで運行したことがある。
東京貨物ターミナル支線東京貨物ターミナル駅 - 浜川崎駅間および八丁畷駅 - 鶴見駅間では旅客列車は運行されていないが、臨時旅客列車が時折運転されており、2009年5月から9月にかけて、立川駅から伊豆急下田駅までの臨時特急「リゾート踊り子」が浜川崎駅 - 鶴見駅間で当路線を走行したことがある。また、2010年9月18日から20日にかけて運転された臨時快速「はまみらい」も同区間を走行した。

### その他の列車
貨物列車・旅客列車以外にも、東海道線車両の回送列車（新鶴見信号場 - 小田原駅間）や配給列車なども運行される。

## 今後の構想

### 浜松町駅近辺の再開発事業

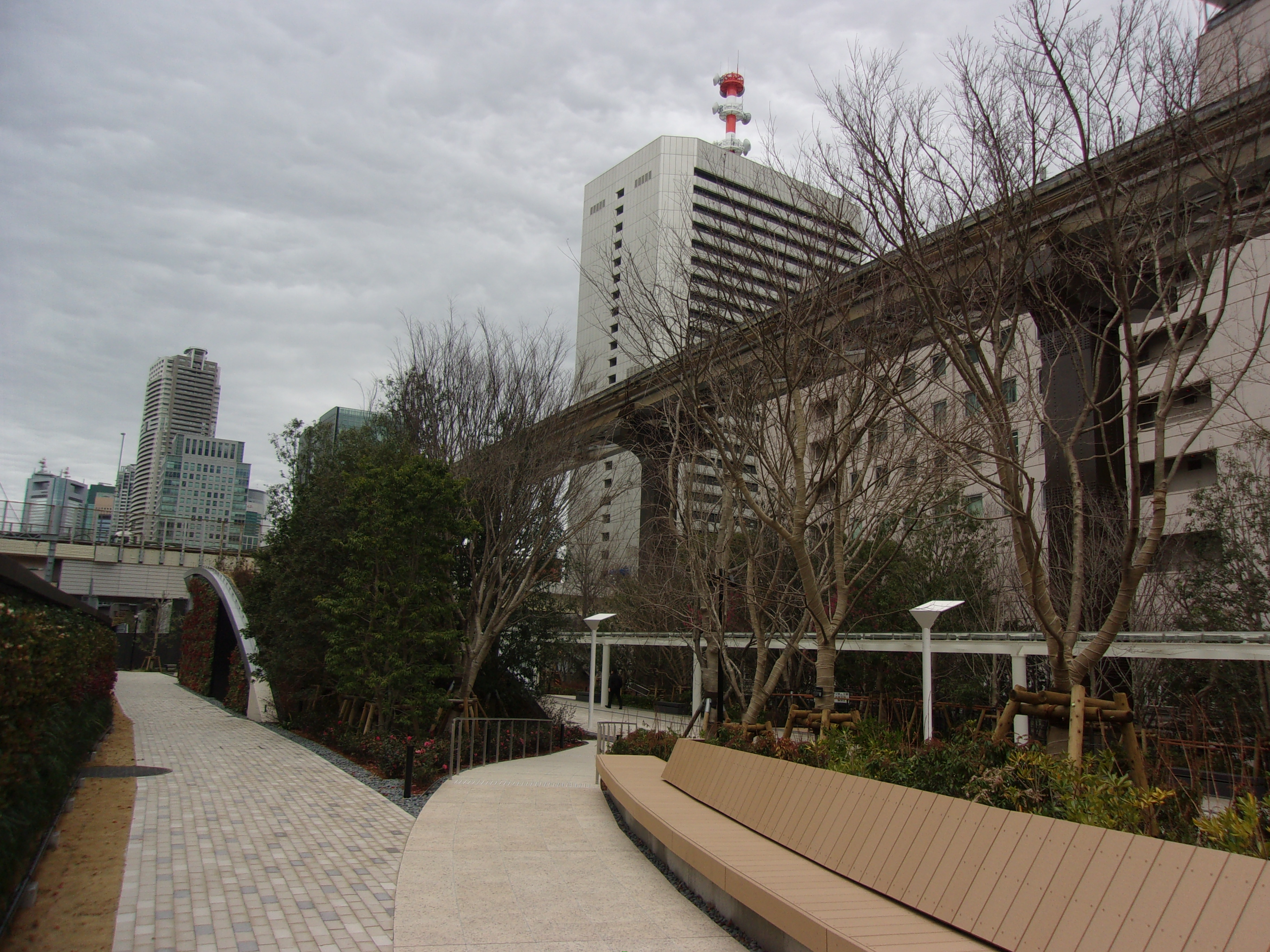
SHIBAURA GREEN WALK

1998年（平成10年）より休止となっている浜松町駅 - 東京貨物ターミナル駅間のうち、浜松町駅近辺については、撤去された線路や高架橋部分に浜松町ビルディングの敷地を合わせてJR東日本・野村不動産・NREG東芝不動産が共同で再開発する計画が発表されており、再開発地区と浜松町駅とを結ぶ歩行者専用道路（SHIBAURA GREEN WALK）として整備される。

### 東海道貨物支線貨客併用化
2000年1月、運輸省（現・国土交通省）運輸政策審議会答申第18号において、「東海道貨物支線の旅客線化等及び川崎アプローチ線（仮称）の新設」として、品川駅およびりんかい線東京テレポート駅から浜川崎駅を経て桜木町駅、浜川崎駅と川崎駅を結ぶ路線がB路線（今後整備について検討すべき路線）として取り上げられた。
これを受けて、同年6月に沿線の自治体などによる「東海道貨物支線貨客併用化整備検討協議会」が設置された。協議会では、2012年に具体的なルートを公表、品川駅・東京テレポート駅 - 浜川崎駅 - 桜木町駅間総延長33 kmのうち18 kmで既存線を活用、15 kmは新線を建設するとしている。この計画が実現した場合、品川 - 浜川崎間の所要時間は24分から16分に、桜木町 - 浜川崎間は29分から12分に、桜木町 - 東京テレポート間は43分から29分に短縮される見込みである。
2016年4月に示された交通政策審議会答申第198号においては、「地域の成長に応じた鉄道ネットワークの充実に資するプロジェクト」と位置付けられた。

### 羽田空港アクセス線
東京国際空港（羽田空港）内にある東京モノレール羽田空港線と京急空港線の天空橋駅の西側に東海道貨物線の海底トンネル（延長約6.5 km）が通っており、前述の運輸政策審議会答申第18号における東海道貨物線の旅客化において、品川駅および東京テレポート駅から浜川崎駅に向かう途中に羽田空港口駅を設け、羽田空港への連絡を図ることも盛り込まれていたが、2002年にJR東日本が東京モノレールを傘下に入れたこともあり、目立った進捗はなかった。
2013年（平成25年）11月になって、休止中となっている東京貨物ターミナル支線（大汐線部分：田町駅付近 - 東京貨物ターミナル駅付近）を活用し、東京貨物ターミナル駅付近 - 羽田空港間は新たにトンネルを建設する案が検討されるようになった。JR東日本は既に東京モノレールを傘下に収めているが、羽田空港発着枠の緩和や2020年東京オリンピックの開催等により羽田空港の利用客増加が見込まれ、東京モノレールだけでは輸送力に限界があることを理由としている。
2014年8月、JR東日本は国土交通省交通政策審議会の東京圏における今後の都市鉄道のあり方に関する小委員会で、田町駅付近から大汐線を活用する東山手ルート、りんかい線大井町駅からの西山手ルート、同東京テレポート駅からの臨海部ルートの3ルートを建設する計画を明らかにした。
2021年1月20日にJR東日本は東京貨物ターミナル駅 - 羽田空港新駅（仮称）の5.0 kmについて第一種鉄道事業許可を取得した。2023年6月に着工、2031年度の運行開始を予定している。

## 沿線概況
浜松町駅 - 小田原駅間の線路および沿線の概況について記す。

### 浜松町駅 - 鶴見駅間
東海道貨物線の書類上の起点は浜松町駅であるが、同駅から東京貨物ターミナル駅までは休止中である。かつての起点であった汐留駅から浜松町駅までの廃線跡は汐留シオサイトの再開発に合わせ、道路（汐留大通り）として整備されている。
浜松町駅から港区道196号までの区間は野村不動産・NREG東芝不動産とJR東日本が共同で建設する複合施設「BLUE FRONT SHIBAURA」の敷地に取り込まれており、現在旧芝離宮恩賜庭園の上空を通過している自由通路が貨物線跡地に降りてくるため、鉄道用地としては消滅する見込みである。港区道196号以南の貨物線用地は東京モノレール羽田空港線の直下、山手線・京浜東北線・東海道線・東海道新幹線の東側（海側）に沿う形で残っているが、羽田空港アクセス線東山手ルートにおいてはこの区間は活用されない（東海道線列車線を経由）。
田町駅の先で東海道線などの線路と分かれ、東海道新幹線回送線と共に南東へ進む。羽田空港アクセス線東山手ルートは田町駅付近で東海道線列車線から分岐し、地下トンネルで並行路線を潜った後、浜松町駅から続く既存の貨物線へ合流する。ここから高架線に入り、首都高速1号羽田線と東京モノレールを跨いで品川火力発電所に沿い、さらに首都高速湾岸線大井出入口付近を跨ぐと東京貨物ターミナル駅に至る。同駅は東海旅客鉄道（JR東海）の新幹線大井車両基地、東京臨海高速鉄道の東臨運輸区に隣接している。
東京貨物ターミナル駅を出ると、貨物線は中央卸売市場大田市場の手前でトンネルに入り、ここから川崎貨物駅までは地下区間となる。昭和島からは地上の東京モノレールと並行して東京国際空港（羽田空港）の脇を通り、天空橋駅付近でモノレールと別れて京急空港線（地下）と直角に交差する。多摩川の下をくぐると東京都から神奈川県川崎市へと移り、首都高速神奈川6号川崎線との交差地点付近で地上に出て川崎貨物駅に至る。同駅構内からは神奈川臨海鉄道各線が分岐し、周辺には京急大師線の小島新田駅がある。川崎貨物駅を出るとS字カーブで首都高速神奈川1号横羽線に近づきしばらく並行、西方向へ進みやがて浜川崎駅に至る。同駅からは貨物駅構内を介して鶴見線とつながっている。
浜川崎駅から八丁畷駅までは南武線浜川崎支線（南武支線）の区間となり、川崎新町駅までは旅客電車と線路を共用する。共用区間上の小田栄駅を経て、住宅地の中を北西へ進み、川崎新町駅構内で東海道貨物線の線路から南武線の線路が分岐する。このさき国道15号（第一京浜）を跨ぎ、京急本線と交差する八丁畷駅までは複線の東海道貨物線と単線の南武線との3線で進む。八丁畷駅から南武線と分かれ、自動車教習所の上を跨ぎながら左にカーブし、旅客線（東海道線・京浜東北線）の左側に並行する。ここから横浜市に入り、右側から武蔵野南線・品鶴貨物線（新鶴見信号場 - 鶴見駅間は重複）が各線を跨ぎ、鶴見川を渡った先で東海道貨物線と合流、やがて鶴見駅に至る。同駅は京浜東北線と鶴見線のみに旅客ホームがあるが、東海道貨物線と品鶴貨物線・高島線が分岐するジャンクションとなっている。

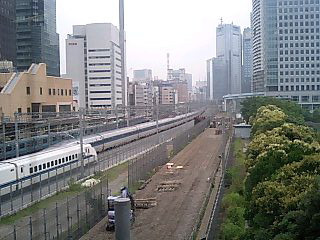
浜松町駅自由通路から汐留方面を望む（浜松町 - 東京貨物ターミナル、2006年7月）
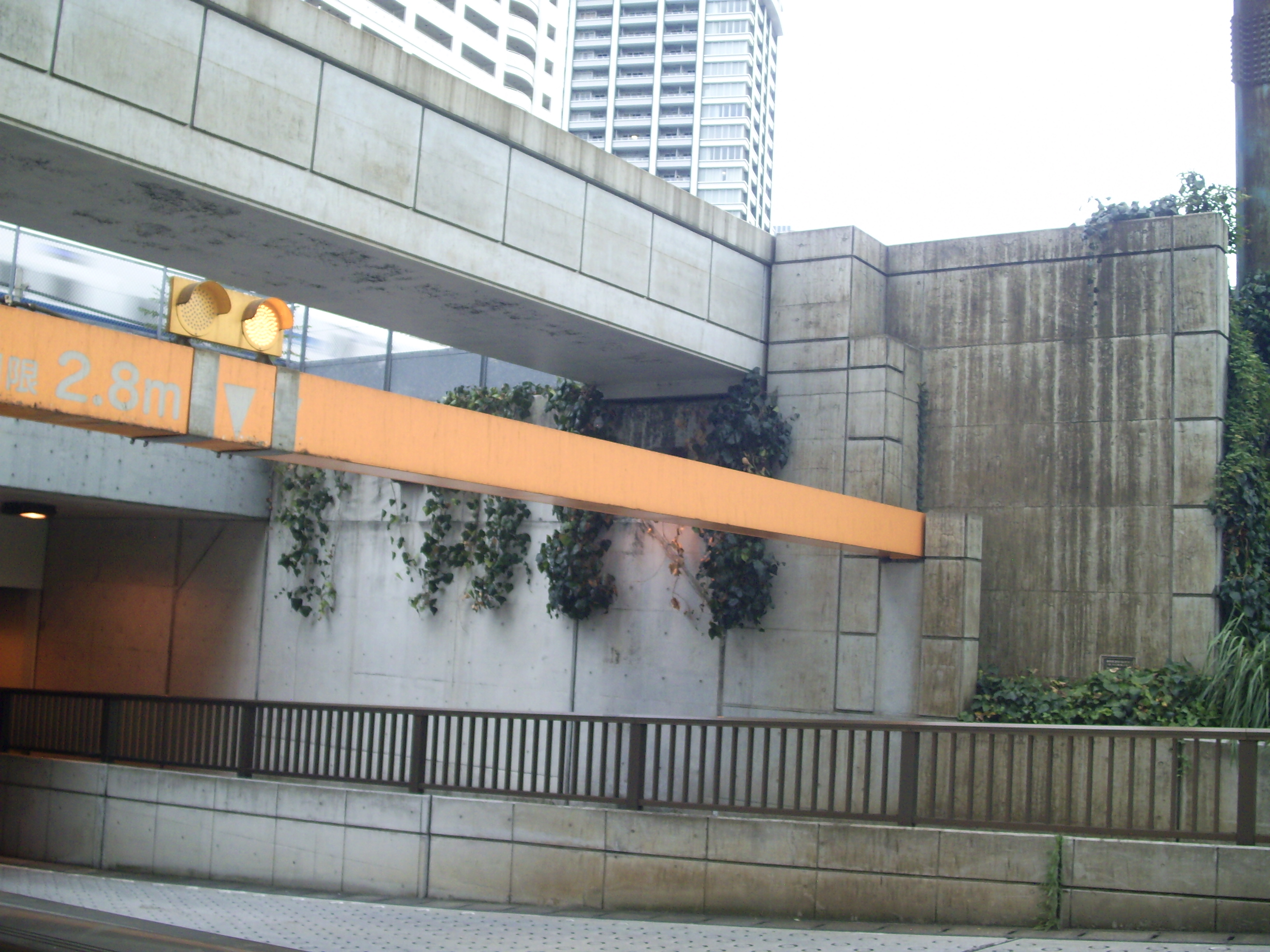
港区道196号により分断され橋台擁壁のみ残る（浜松町 - 東京貨物ターミナル、2017年5月）
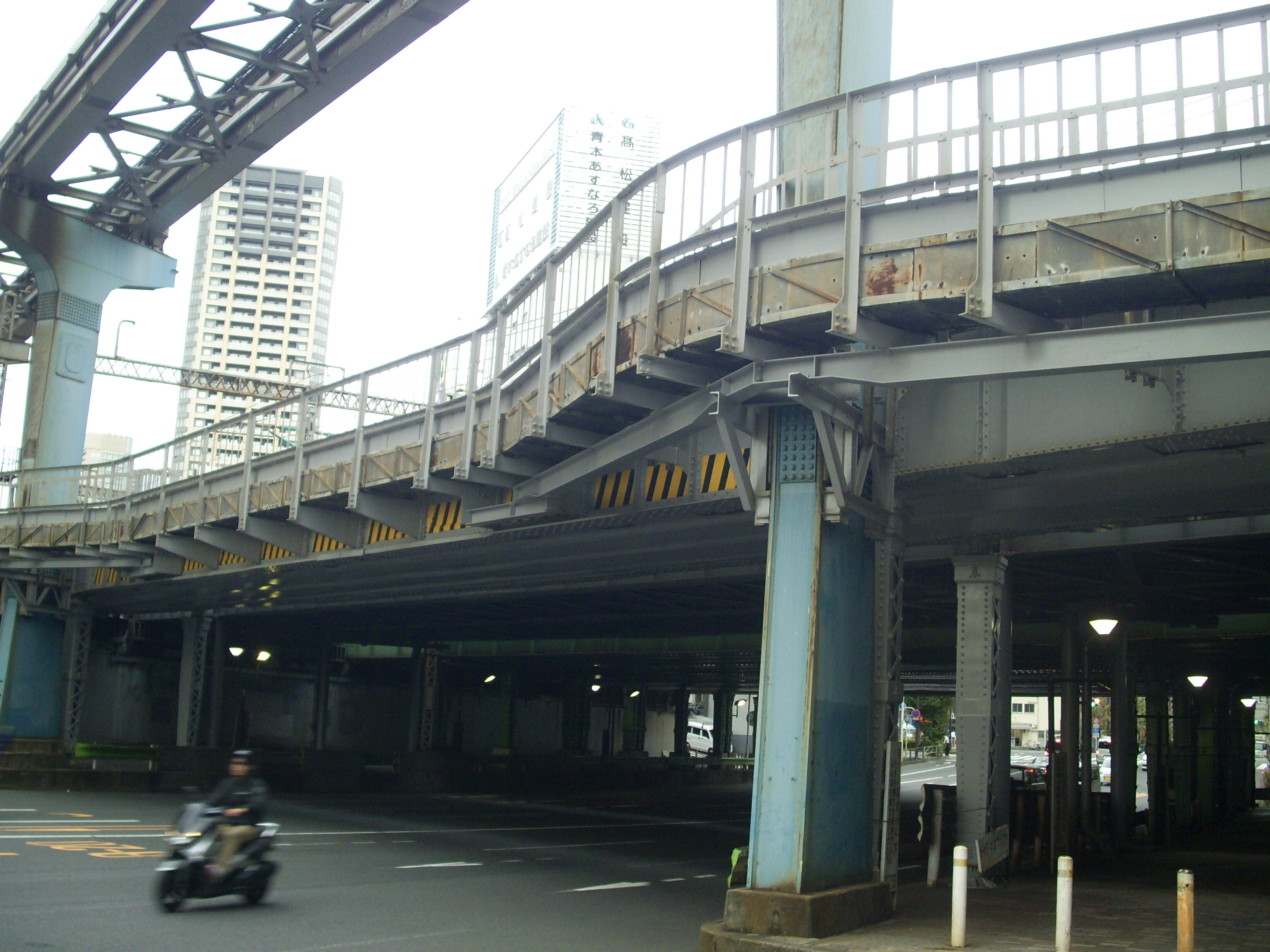
金杉橋梁（浜松町 - 東京貨物ターミナル、2017年5月）
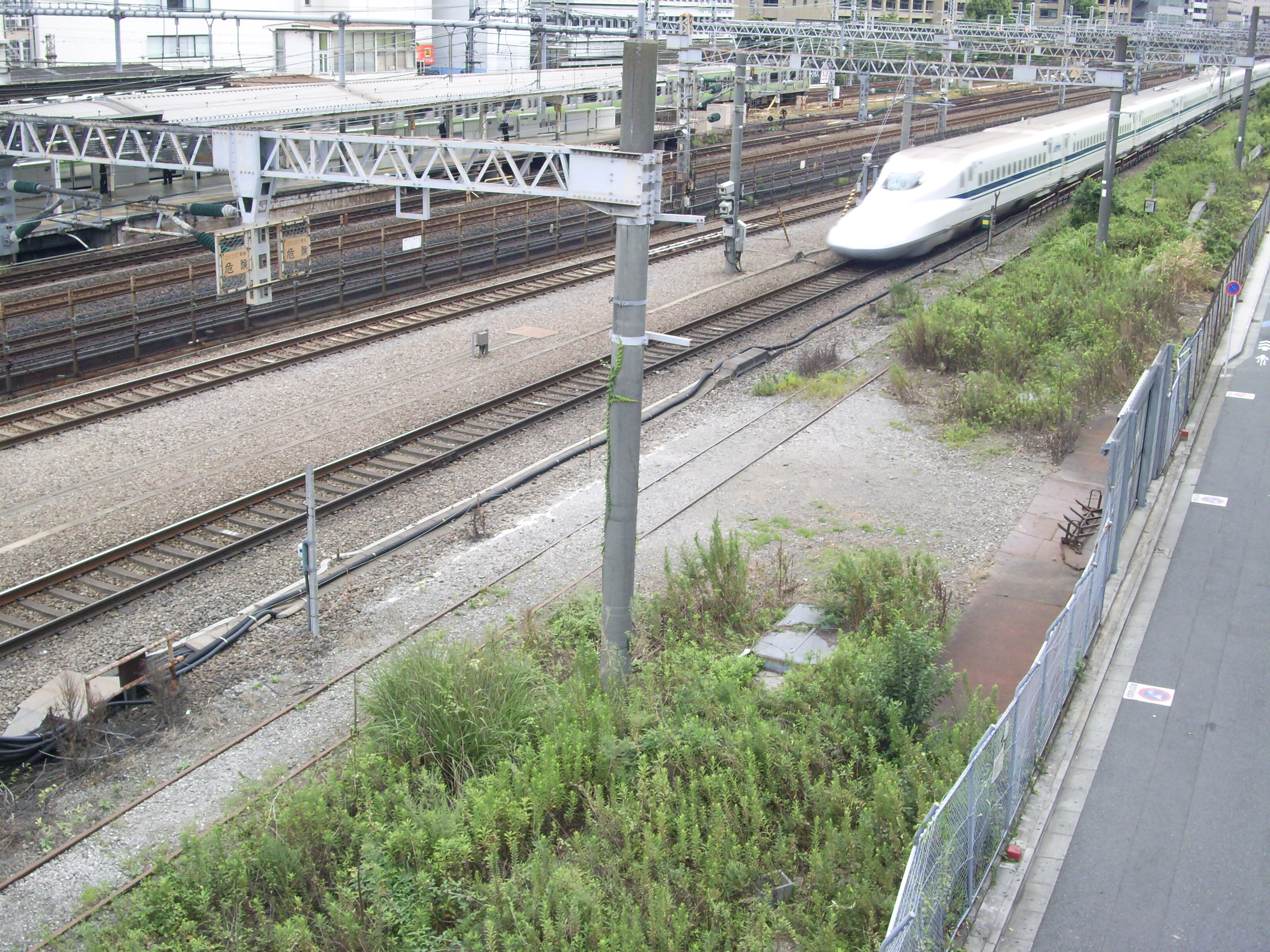
田町駅自由通路から浜松町方面を望む（浜松町 - 東京貨物ターミナル、2017年5月）
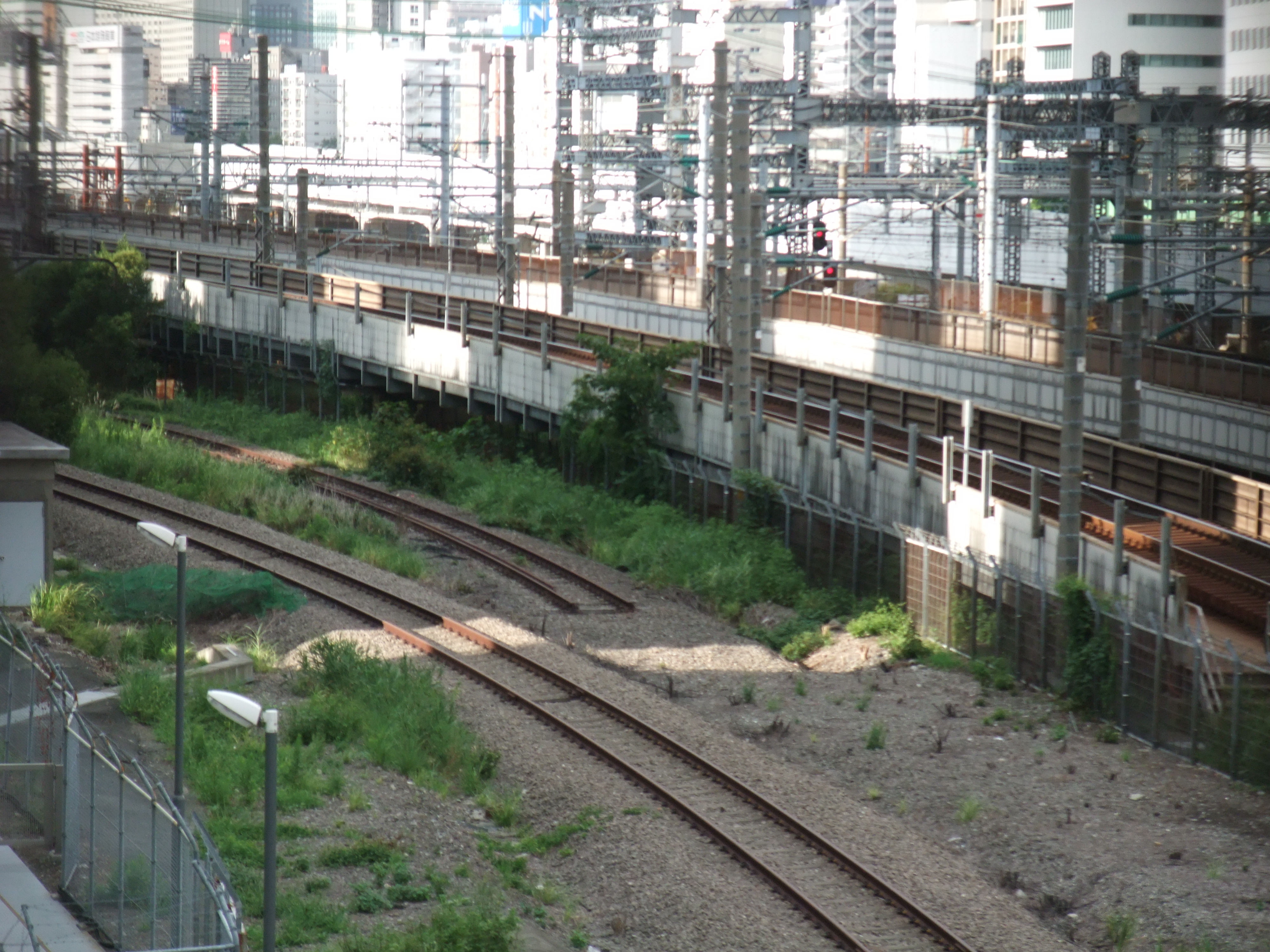
札の辻橋上より品川方面の廃線跡との合流地点を望む（浜松町 - 東京貨物ターミナル、2019年9月）
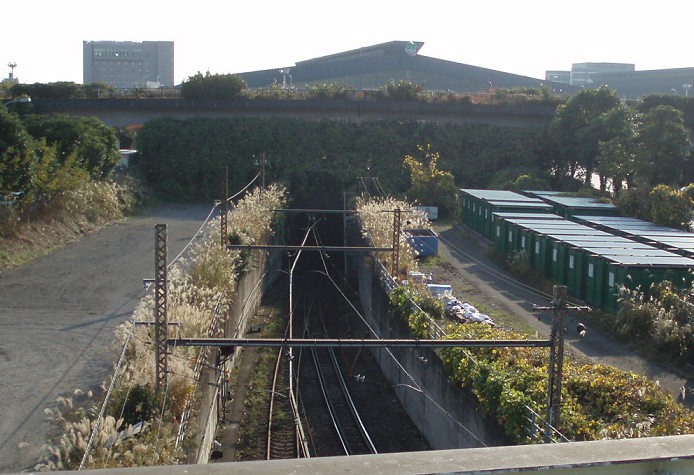
大井南陸橋より川崎貨物方面を望む（東京貨物ターミナル - 川崎貨物、2009年10月）
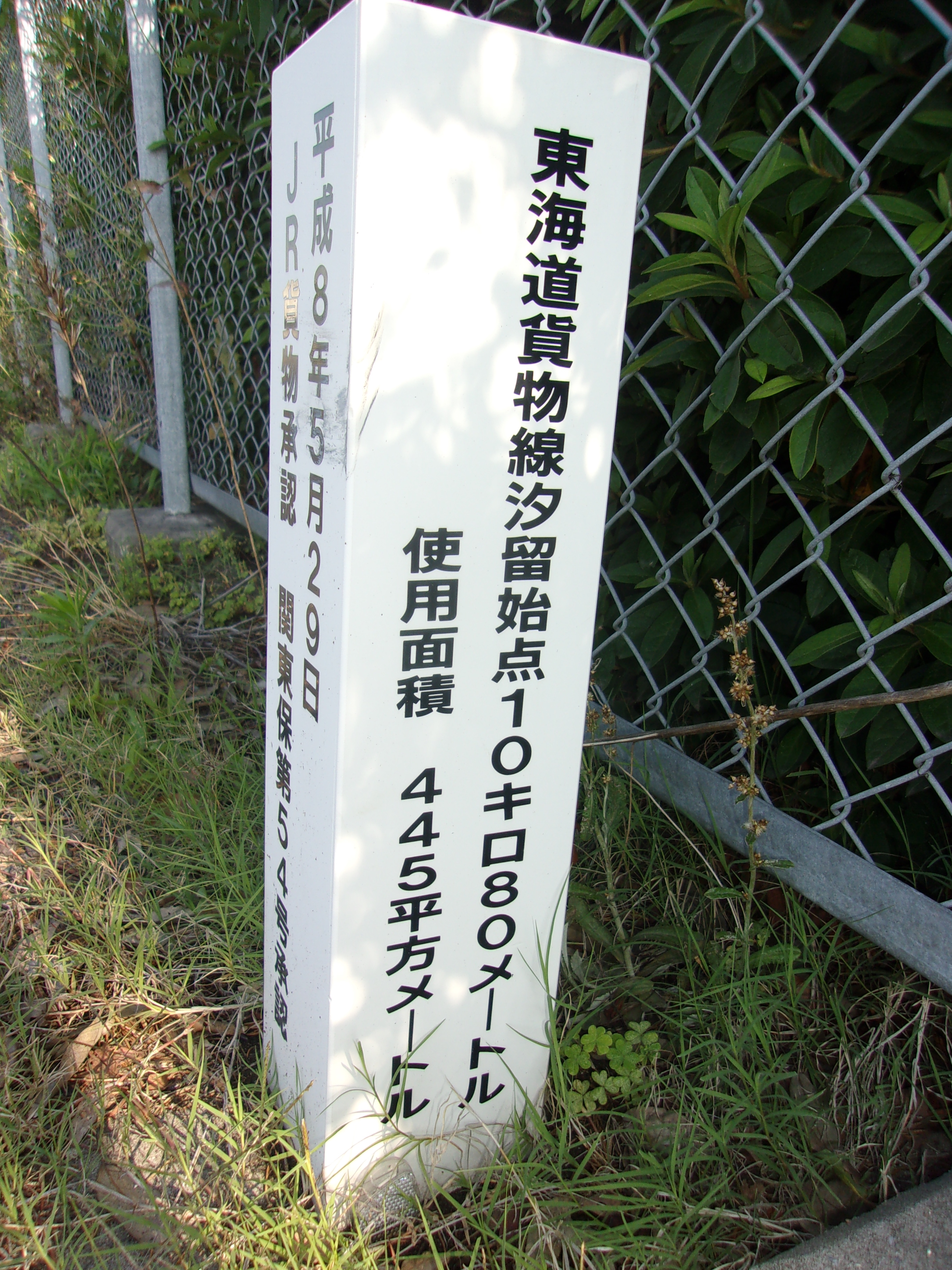
東京貨物ターミナル敷地南端にたつ汐留起点のキロ呈標（2021年6月）

### 鶴見駅 - 東戸塚駅間
鶴見駅を出ると東海道線などのJR旅客各線と京急本線に挟まれる形で鶴見線をくぐり、京急花月総持寺駅付近で桜木町駅への高島線が分岐すると京急生麦駅付近で地下トンネルに入り、旅客各線と分かれて住宅地の地下を西方向へ進む。シェルターに覆われた高架で横浜線大口駅付近を跨いで再びトンネルに入り、東急東横線（地上）の妙蓮寺駅付近、横浜市営地下鉄ブルーライン（地下）の岸根公園駅と交差する。進行方向を西南西に変えるとトンネル区間が終わり東海道新幹線の南側に出て、第三京浜道路をくぐり、貨物専用の横浜羽沢駅構内で相模鉄道（相鉄）の西谷駅へ向かう相鉄新横浜線と接続する線路（神奈川東部方面線の相鉄・JR直通線事業として2019年11月30日開業）が分岐する。分岐した線路は地下に潜り、相鉄とJR東日本の共同使用駅である羽沢横浜国大駅につながっており、相鉄線直通列車はこのルートを経由する。
横浜羽沢駅を出ると再びトンネルに入り、南南西方向へ進む。途中、国道16号と相鉄本線の上星川駅付近をシェルター付き高架で跨ぐ。保土ヶ谷バイパスと横浜新道の新保土ヶ谷インターチェンジ直下を通り、やがて東戸塚駅手前でトンネルを出て横須賀線・東海道線に並行する。なお東戸塚駅の貨物線上には分岐点や貨物設備が存在せず、列車が通過するのみとなっている。

### 東戸塚駅 - 小田原駅間
東戸塚駅からは小田原駅まで東海道旅客線と並行する。大船駅手前で根岸線からの連絡線が合流、同駅で横須賀線が離れて旅客線との複々線となり、しばらく西に進むと湘南貨物駅跡地を過ぎる。
その先の藤沢駅と茅ケ崎駅には貨物線上に特急「湘南」専用旅客ホームが設けられている。また、茅ケ崎駅構内の辻堂駅寄りには旅客線横浜駅方面と貨物線相模貨物駅方面の渡り線があり、上り寝台特急「サンライズエクスプレス（瀬戸・出雲）」が小田原からこの渡り線まで東海道貨物線を経由する。相模川を渡り、旅客駅の平塚駅構内を過ぎると相模貨物駅に至る。平塚駅からは1979年（昭和54年）に複々線化された区間となる。旅客線の大磯駅と二宮駅を通過すると、JR東海御殿場線が分岐する国府津駅に至る。同駅の貨物線上にはホームは無いが、御殿場線やJR東日本国府津車両センターへ直通可能な構造となっている。国府津駅を過ぎると西湘貨物駅がある。同駅を過ぎ旅客線の鴨宮駅付近から東海道新幹線が右側に近づき、酒匂川を渡ると貨物下り線が旅客線を乗り越えて方向別複々線となり、やがて小田原駅に至る。同駅構内で貨物線と旅客線が合流し、貨客分離区間が終わる。

## データ

### 路線データ
品鶴線、高島線はそれぞれの記事を参照。
- 管轄（事業種別）：東日本旅客鉄道（第一種鉄道事業者）・日本貨物鉄道（第二種鉄道事業者）
- 区間（営業キロ）：
  - 東海道本線貨物支線（JR東日本第一種鉄道事業区間）：浜松町駅 - 東京貨物ターミナル駅 - 浜川崎駅間 19.5 km[3]
    - JR貨物第二種鉄道事業者区間：東京貨物ターミナル駅 - 浜川崎駅間 12.9 km[4]

  - 南武線支線（全区間JR東日本第一種・JR貨物第二種鉄道事業区間）：八丁畷駅 - 浜川崎駅間 3.0 km[5][6]
  - 東海道本線貨物支線（全区間JR東日本第一種・JR貨物第二種鉄道事業区間）：鶴見駅 - 八丁畷駅間 2.3 km[3][4]
  - 東海道本線貨物支線（全区間JR東日本第一種・JR貨物第二種鉄道事業区間）：鶴見駅 - 横浜羽沢駅 - 東戸塚駅 16.0 km[3][4]
  - 東海道本線（複々線区間、全区間JR東日本第一種・JR貨物第二種鉄道事業区間）：東戸塚駅 - 小田原駅間 47.2 km[3][4][注 8]
- 軌間：1067 mm
- 電化区間：全線（直流1500 V）
  - ただし、休止区間の浜松町駅 - 東京貨物ターミナル駅間は架線が撤去されている。
- 複線区間：全線

浜松町駅 - 東京貨物ターミナル駅間は東日本旅客鉄道首都圏本部、川崎貨物駅以西の各区間は同横浜支社の管轄である。

### 駅一覧
品鶴線および高島線を除く。東戸塚駅 - 小田原駅間（旅客線併走区間）は、貨物線上に貨物駅または旅客ホームのある駅、および貨物線の分岐のある駅のみ記載。
- （貨）：貨物専用駅
- 貨物取扱 … ◆・◇：取扱あり（◇は定期貨物列車の発着なし）、空白：取扱なし
- 旅客ホーム … ●：貨物線上に旅客ホームが存在、△：貨物線上には無いが旅客線上にホームが存在、空白：旅客ホームなし
 （浜川崎駅 - 川崎新町駅間では南武支線の電車、鶴見駅 - 羽沢横浜国大駅間では相鉄線直通電車、鶴見駅 - 小田原駅間では特急「湘南」の一部が貨物線上を走行する）
- 接続路線 … JR在来線（正式路線名または支線名）と貨物関連路線のみ記載

| 正式路線名 | 走行線路               | 通称                   | 駅番号           | 駅名                       | 営業キロ      | 営業キロ       | 貨物取扱 | 旅客ホーム                                                      | 接続路線・備考                                                                             | 所在地      | 所在地        | 所在地        |
| 正式路線名 | 走行線路               | 通称                   | 駅番号           | 駅名                       | 駅間          | 累計           | 貨物取扱 | 旅客ホーム                                                      | 接続路線・備考                                                                             | 所在地      | 所在地        | 所在地        |
| ---------- | ---------------------- | ---------------------- | ---------------- | -------------------------- | ------------- | -------------- | -------- | --------------------------------------------------------------- | ------------------------------------------------------------------------------------------ | ----------- | ------------- | ------------- |
| 東海道本線 | 支線                   | 東京貨物ターミナル支線 |                  | 浜松町駅                   | -             | 浜松町から 0.0 |          | △                                                               | 東日本旅客鉄道：東海道本線（本線） ※休止中                                                 | 東京都      | 港区          | 港区          |
| 東海道本線 | 支線                   | 東京貨物ターミナル支線 |                  | （貨）東京貨物ターミナル駅 | 6.6           | 6.6            | ◆        |                                                                 |                                                                                            | 東京都      | 品川区        | 品川区        |
| 東海道本線 | 支線                   | 東京貨物ターミナル支線 |                  | （貨）川崎貨物駅           | 7.6           | 14.2           | ◆        |                                                                 | 神奈川臨海鉄道：浮島線・千鳥線                                                             | 神奈川県    | 川崎市 川崎区 | 川崎市 川崎区 |
| 東海道本線 | 支線                   | 東京貨物ターミナル支線 | JN 54            | 浜川崎駅                   | 5.3           | 19.5           | ◆        | △                                                               | 東日本旅客鉄道：鶴見線                                                                     | 神奈川県    | 川崎市 川崎区 | 川崎市 川崎区 |
| 南武線     | 支線                   | 東京貨物ターミナル支線 | JN 54            | 浜川崎駅                   | 5.3           | 尻手から 4.1   | ◆        | △                                                               | 東日本旅客鉄道：鶴見線                                                                     | 神奈川県    | 川崎市 川崎区 | 川崎市 川崎区 |
| 南武線     | 支線                   | 東京貨物ターミナル支線 | JN 53            | 小田栄駅                   | 1.4           | 2.7            |          | ●                                                               |                                                                                            | 神奈川県    | 川崎市 川崎区 | 川崎市 川崎区 |
| 南武線     | 支線                   | 東京貨物ターミナル支線 | JN 52            | 川崎新町駅                 | 0.7           | 2.0            |          | ●                                                               |                                                                                            | 神奈川県    | 川崎市 川崎区 | 川崎市 川崎区 |
| 南武線     | 支線                   | 東京貨物ターミナル支線 | JN 51            | 八丁畷駅                   | 0.9           | 1.1            |          | △                                                               | 東日本旅客鉄道：南武線支線                                                                 | 神奈川県    | 川崎市 川崎区 | 川崎市 川崎区 |
| 東海道本線 | 支線                   | 東京貨物ターミナル支線 | JN 51            | 八丁畷駅                   | 0.9           | 鶴見から 2.3   |          | △                                                               | 東日本旅客鉄道：南武線支線                                                                 | 神奈川県    | 川崎市 川崎区 | 川崎市 川崎区 |
| 東海道本線 | 支線                   | 東京貨物ターミナル支線 |                  | 鶴見駅                     | 2.3           | 0.0            |          | △                                                               | 東日本旅客鉄道：東海道本線（本線・品鶴線・高島線）・武蔵野線・南武線貨物支線（尻手駅方面） | 神奈川県    | 横浜市        | 鶴見区        |
| 東海道本線 | 支線                   | 羽沢線                 |                  | 鶴見駅                     | 2.3           | 0.0            |          | △                                                               | 東日本旅客鉄道：東海道本線（本線・品鶴線・高島線）・武蔵野線・南武線貨物支線（尻手駅方面） | 神奈川県    | 横浜市        | 鶴見区        |
| 東海道本線 | 支線                   |                        | （貨）横浜羽沢駅 | 8.8                        | 8.8           | ◆              |          |                                                                 | 神奈川区                                                                                   | 神奈川県    | 横浜市        |               |
| 東海道本線 | 支線                   | SO 51                  | 羽沢横浜国大駅   | 8.8                        | 8.8           |                | △        | 相模鉄道：相鉄新横浜線 駅は貨物線上ではなく分岐した線路上に設置 | 神奈川区                                                                                   | 神奈川県    | 横浜市        |               |
| 東海道本線 | 支線                   |                        | 東戸塚駅         | 横浜羽沢から 7.2           | 16.0          |                | △        | 東日本旅客鉄道：東海道本線（本線・横浜方面）                    | 戸塚区                                                                                     | 神奈川県    | 横浜市        |               |
| 東海道本線 | 本線（旅客線並行区間） |                        | 東戸塚駅         | 横浜羽沢から 7.2           | 東京から 36.7 |                | △        | 東日本旅客鉄道：東海道本線（本線・横浜方面）                    | 戸塚区                                                                                     | 神奈川県    | 横浜市        |               |
| 東海道本線 | 本線（旅客線並行区間） | JT 07                  | 大船駅           | 9.8                        | 46.5          |                | △        | 東日本旅客鉄道：根岸線・横須賀線                                | 栄区                                                                                       | 神奈川県    | 横浜市        |               |
| 東海道本線 | 本線（旅客線並行区間） | JT 07                  | 大船駅           | 9.8                        | 46.5          | 鎌倉市         | △        | 東日本旅客鉄道：根岸線・横須賀線                                |                                                                                            | 神奈川県    | 横浜市        |               |
| 東海道本線 | 本線（旅客線並行区間） | JT 08                  | 藤沢駅           | 4.6                        | 51.1          |                | ●        |                                                                 | 藤沢市                                                                                     | 藤沢市      |               |               |
| 東海道本線 | 本線（旅客線並行区間） | JT 10                  | 茅ケ崎駅         | 7.5                        | 58.6          |                | ●        | 東日本旅客鉄道：相模線                                          | 茅ヶ崎市                                                                                   | 茅ヶ崎市    |               |               |
| 東海道本線 | 本線（旅客線並行区間） |                        | （貨）相模貨物駅 | 7.1                        | 65.7          | ◆              |          | 平塚駅 - 大磯駅間に存在                                         | 中郡 大磯町                                                                                | 中郡 大磯町 |               |               |
| 東海道本線 | 本線（旅客線並行区間） | JT 14                  | 国府津駅         | 12.0                       | 77.7          |                | △        | 東海旅客鉄道：御殿場線                                          | 小田原市                                                                                   | 小田原市    |               |               |
| 東海道本線 | 本線（旅客線並行区間） |                        | （貨）西湘貨物駅 | 1.9                        | 79.6          | ◇              |          | 国府津駅 - 鴨宮駅間に存在                                       | 小田原市                                                                                   | 小田原市    |               |               |
| 東海道本線 | 本線（旅客線並行区間） | JT 16                  | 小田原駅         | 4.3                        | 83.9          | ◇              | △        | 東日本旅客鉄道：東海道本線（熱海方面）                          | 小田原市                                                                                   | 小田原市    |               |               |

1. 1 2  書類上は旅客扱いあり。
2. 1 2  八丁畷駅・東戸塚駅に貨物線の列車は停車しないが、書類上での路線の分岐点となっている。

国鉄時代、浜川崎 - 鶴見間には東海道本線（支線）の営業キロが南武線とは別に設定されており、川崎新町駅と八丁畷駅は南武線のみ営業キロが設定されていた。

### 廃止区間
カッコ内は起点からの営業キロ。
1996年廃止
品川駅 (0.0) - 浜松町駅 (3.7)
1985年廃止
汐留駅(0.0) - 芝浦駅(2.8)
1984年廃止
汐留駅(0.0) - 東京市場駅(1.1)
1973年廃止
川崎駅 (0.0) - 小田操車場 (2.3) - 浜川崎駅 (4.1)

### 廃駅
#廃止区間にある駅を除く。
- 汐留駅：1986年廃止、品川 - 東京貨物ターミナル間（品川起点4.9 km）
- （貨）湘南貨物駅：1985年廃止、大船 - 藤沢間（東京起点49.0 km）